# Benoni Beheyt

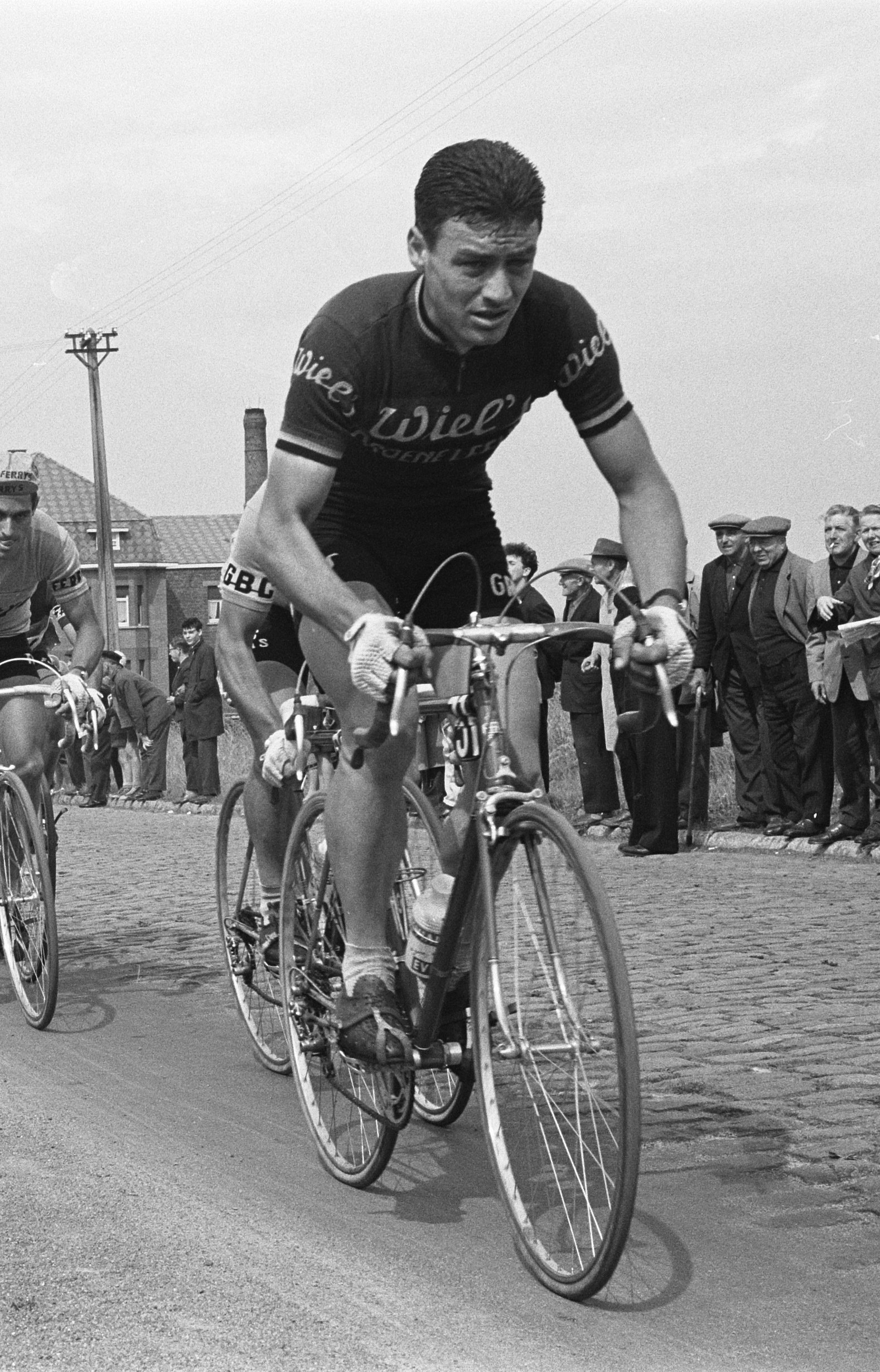
Beheyt under Tour de France 1963.

Benoni Beheyt, född den 27 september 1940 i Zwijnaarde, är en belgisk tidigare landsvägscyklist som var professionell från 1962 till 1968 och vars främsta merit är världsmästartiteln i linjelopp 1963. Samma år vann han även Gent–Wevelgem och GP de Fourmies, medan han året därpå vann Belgien runt totalt, tog en etappseger i Tour de France samt kom på andra plats i både Paris–Roubaix och Flandern runt. Innan han blev professionell blev han sjua i linjeloppet vid Olympiska spelen i Rom 1960.

## Meriter

### Amatör
1960
7:a i linjelopp vid Olympiska spelen

### Professionell
| 1962 Vinnare av Bryssel–Ingooigem 2:a i Tour du Nord Vinnare av etapp 1 2:a i Omloop van Oost-Vlaanderen 3:a i Paris–Tours 3:a i Nationale Sluitingsprijs 4:a i Kampioenschap van Vlaanderen 4:a i Grand Prix d'Isbergues 5:a i linjelopp vid Belgiska mästerskapen 10:a i Brabantse Pijl 1963 Världsmästare i linjelopp Vinnare av Gent-Wevelgem Vinnare av GP de Fourmies Vinnare av Antwerpen-Ougrée 3:a i Nationale Sluitingsprijs 3:a i GP de Denain 4:a i Critérium des As 5:a i linjelopp vid Belgiska mästerskapen 5:a i Brabantse Pijl | 1964 Vinnare totalt av Belgien runt Vinnare av etapp 22a i Tour de France Vinnare av etapp 1 i Circuit du Provençal 2:a i Paris–Roubaix 2:a i Flandern runt 2:a i Nationale Sluitingsprijs 2:a i GP du Tournaisis 3:a i Paris–Bryssel 3:a i Omloop der Vlaamse Gewesten 4:a i Paris–Tours 4:a i Rund um den Henninger Turm 4:a i Gent–Wevelgem 4:a i linjelopp vid Belgiska mästerskapen 5:a i slutställningen av Super Prestige Pernod 5:a i Brabantse Pijl 8:a totalt i Dunkerques fyradagars 8:a i Antwerpen-Ougrée 1965 2:a i Bryssel–Ingooigem 3:a i Omloop der Vlaamse Ardennen-Ichtegem 4:a i Nokere Koerse 5:a i Grand Prix d'Isbergues 5:a i De Kustpijl 1966 9:a i Omloop van het Houtland Torhout |